# Ossido di ittrio bario e rame
L'ossido di ittrio bario e rame o cuprato di ittrio e bario è il composto chimico di formula YBa2Cu3O7. È un sale cristallino. Il nome è comunemente abbreviato negli Stati Uniti d'America come YBCO (iniziali degli elementi costituenti) o anche Y123 (per la stechiometria dei metalli ittrio bario e rame contenuti). In condizioni normali è un solido nero insolubile in acqua. Questo materiale è famoso per essere stato il primo a mostrare proprietà di superconduttore ad una temperatura superiore a quella di ebollizione dell'azoto liquido.
Fa parte del gruppo più generale degli ossidi di rame bario e terre rare (ReBCO) in cui, al posto dell'ittrio, sono presenti altre terre rare.

## Storia
Dalla scoperta della superconduttività da parte di Kamerlingh Onnes del 1911, per settantacinque anni furono noti solo superconduttori a temperatura molto bassa, raggiungibile soltanto attraverso l'impiego di elio liquido. Tra questi, i superconduttori più importanti sono quelli basati sul niobio: il rappresentante di questa classe è il Nb3Ge, seguito dal niobio-titanio.
Intorno al 1986, presso il centro di ricerca IBM a Zurigo, i ricercatori Bednorz e Müller studiavano nuovi tipi di semiconduttori. In quell'anno scoprirono un particolare cuprato semiconduttore che diventava un superconduttore a una temperatura molto più alta dei superconduttori che finora erano noti. In particolare, il loro cuprato aveva una struttura cristallina del tipo perovskiti, ma rispetto a questa era carente di ossigeno. L'anno successivo i due ricercatori ricevettero il Premio Nobel per la fisica, grazie a questa scoperta.
Nel 1987, Maw-Kuen Wu, della University of Alabama a Huntsville, e Paul Chu, della University of Houston, scoprirono che un particolare cuprato, misto di bario e ittrio, (con sigla YBCO) aveva una temperatura critica pari a circa -180 °C: di nuovo, la temperatura richiesta per attivare la superconduzione era molto più alta del solito. I primi campioni di questo cuprato avevano formula bruta: Y1.2Ba0.8CuO4.
Il cuprato misto di ittrio e bario è stato il primo materiale scoperto a cui basta un raffreddamento con azoto liquido per attivare la superconduzione.
I precedenti materiali, infatti, richiedevano un raffreddamento basato sull'elio liquido, molto più difficile da realizzare e mantenere.

## Sintesi e proprietà
Il cuprato misto di ittrio e bario relativamente puro fu preparato per la prima volta riscaldando una particolare miscela di carbonati metallici, a temperature circa comprese tra 870 e 1100 °C:
{\displaystyle \mathrm {4BaCO_{3}+Y_{2}(CO_{3})_{3}+6CuCO_{3}+\left({\frac {1}{2}}-x\right)O_{2}\to 2YBa_{2}Cu_{3}O_{7-x}+13CO_{2}} }
Le sintesi successive usarono i corrispondenti ossidi o nitrati. Un articolo molto interessante sia dal punto di vista storico, che per lo studio della sintesi del cuprato misto di ittrio e bario, fu pubblicato pochi mesi dopo, nel luglio 1987. L'articolo, di Paul Grant, che lavorava presso il centro di ricerca IBM della Almaden Valley (vicino a San Jose, California), fu pubblicato sul New Scientist. Questo articolo conteneva una ricetta per creare questo composto nel riquadro "Shake and bake", e i reagenti nel riquadro "Where to find": si riferisce alla Gran Bretagna.
La proprietà di superconduttore per cuprati della forma YBa2Cu3O7−x è molto sensibile alla quantità di ossigeno contenuto (indicato con x). 
Il contenuto in ossigeno deve essere inferiore a x ≤ 0,65. Quando x ~ 0.07, il materiale superconduce alla temperatura più alta (-180 °C). Anche il campo magnetico producibile in questo modo diventa massimo. Il campo magnetico in direzione parallela ai piani cuprati (di ossido di rame: CuO2) è maggiore rispetto a quello in direzione normale ai piani.
Oltre ad essere molto sensibili alla quantità di ossigeno contenuto, le proprietà di questi cuprati dipendono molto dal metodo di sintesi. 
Il metodo standard è una sinterizzazione.
Per ottenere un materiale cristallino con adeguate proprietà, i bordi dei grani devono essere allineati tra loro. Questo è possibile solo con un attento controllo delle velocità di ricottura e di tempra del materiale.
Sono stati sviluppati anche metodi alternativi, per esempio basati sulla deposizione chimica da vapore e sol-gel
L'acido trifluoroacetico è un agente fluorante, in grado di impedire la formazione di carbonato di bario, indesiderato. Usando la più normale deposizione chimica da soluzione, si sono preparati film sottili di alta qualità.

## Struttura
L'ossido di ittrio bario e rame cristallizza in una struttura simile alla perovskite, ma carente di ossigeno. La struttura a perovskite avrebbe infatti formula: YBa2Cu3O9.
La struttura, come per tutti i cuprati, è stratificata. Si distinguono due tipi di coordinazione per gli atomi di rame, a seconda della coordinazione da parte dell'ossigeno.
La prima coordinazione del rame è a piramide quadrata; l'atomo non è collocato esattamente alla base della piramide. Ciò provoca la formazione di piani cuprati leggermente corrugati (in figura, indicati come "copper planes").
La seconda coordinazione, di tipo planare quadrata, provoca la formazione di nastri, disposti perpendicolarmente ai piani precedenti (in figura, indicati come "copper ribbons").
Gli atomi di ittrio si trovano tra i piani (di rame) e gli atomi di bario si trovano tra i nastri e i piani.

## Applicazioni

Currente critica (KA/cm^{2}) rispetto alla temperatura assoluta (K), per differenti intensità del campo magnetico (T) nel YBCO.

I cuprati sono molto studiati ma solo recentemente si è riusciti a ottenere applicazioni commerciali. I problemi maggiori riguardano la difficoltà di sintetizzare il materiale con una precisione che permetta il passaggio di correnti di interesse pratico.
Infatti, come per tutti i superconduttori, le prestazioni in termini di corrente trasportabile, dipendono fortemente, oltre che dalla temperatura, dal campo magnetico a cui sono sottoposti, come mostrato nella figura a sinistra.
Nel 2021, SuperOx, un'azienda russa e giapponese, ha sviluppato un nuovo processo di produzione di fili YBCO per reattori a fusione. Questo nuovo filo ha dimostrato di condurre tra i 700 e i 2000 Ampere per millimetro quadrato. L'azienda è riuscita a produrre 300 km di filo in 9 mesi, tra il 2019 e il 2021, migliorando drasticamente la capacità produttiva. L'azienda ha utilizzato un processo di deposizione al plasma-laser, su un substrato elettrolucidato, per produrre un nastro di 12 mm di larghezza e poi tagliarlo in un nastro di 3 mm.

## Sicurezza
Il cuprato di bario e ittrio è un composto stabile.
Risulta nocivo per inalazione ed ingestione, ed è irritante per la pelle e le mucose. Non ci sono dati sufficienti per stabilire eventuali proprietà cancerogene.